# Bolivar Coastal
Bolivar Coastal, un assemblage (ou « complexe ») de gisements, est la principale réserve de pétrole conventionnel du Venezuela. Il se situe dans le nord-ouest du pays, dans et autour du Lac Maracaibo. 
Le premier gisement, Cabimas, fut découvert en 1917. Les trois plus grands, Lagunillas, Tia Juana et Bachaquero furent respectivement découverts en 1926, en 1928 et en 1930. Les dernières découvertes significatives datent des années 1980. Le pétrole est très lourd et de mauvaise qualité selon les normes internationales. 
Au fil des décennies, l'exploitation du pétrole a provoqué une subsidence si forte que des milliers de personnes vivent désormais sous le niveau de la mer, protégés par une digue. 
Le groupe de Bolivar Coastal a toujours été le moteur de l'industrie pétrolière du Venezuela, mais la plupart de ses composantes semblent aujourd'hui matures : la production par puits est très faible, le pétrole produit contient beaucoup d'eau, et PdVSA peine à maintenir la production. Néanmoins, le déclin de production est dû en partie à la désorganisation de PdVSA, qui a licencié une grande partie de ses ingénieurs après les grèves de 2003.